# Les Misérables (musical)
Les Misérables (conosciuto anche con il diminutivo Les Miz) è un musical scritto nel 1980 da Claude-Michel Schönberg (musiche) e Alain Boublil (testi), tratto dal romanzo I miserabili di Victor Hugo.
Dopo il successo dell'edizione parigina, lo spettacolo venne notato dal produttore Cameron Mackintosh, che ne volle realizzare una versione in lingua inglese, prodotta dalla Royal Shakespeare Company e diretta da Trevor Nunn e John Caird, con testi inglesi di Herbert Kretzmer e una totale revisione del libretto e dell'orchestrazione.
Questa nuova versione ottiene un successo senza precedenti sia nel West End londinese, dove lo spettacolo viene ininterrottamente rappresentato dal 1985, che a Broadway, dove si è aggiudicato otto Tony Awards ed è stato rappresentato dal 1987 al 2003 e nuovamente dal 2006 al 2008. L'album londinese arriva in nona posizione in Nuova Zelanda e quello di Broadway del 1998 al terzo posto nelle Fiandre in Belgio.
Dal 1985 lo spettacolo è stato rappresentato in 38 paesi e tradotto in 21 lingue, diventando uno dei musical di maggior successo della storia (insieme a The Phantom of the Opera). Nel 1995 si è tenuto il concerto "Les Misérables: The Dream Cast in Concert" alla Royal Albert Hall, per celebrare i dieci anni del musical; un'altra versione concertale è stata messa in scena per i venticinque anni di repliche del musical: Les Misérables in Concert: The 25th Anniversary. Nel 2012 ne è inoltre stato realizzato un adattamento cinematografico omonimo di enorme successo.

## Trama

### Atto I
Prigione di Digne, Francia 1815.

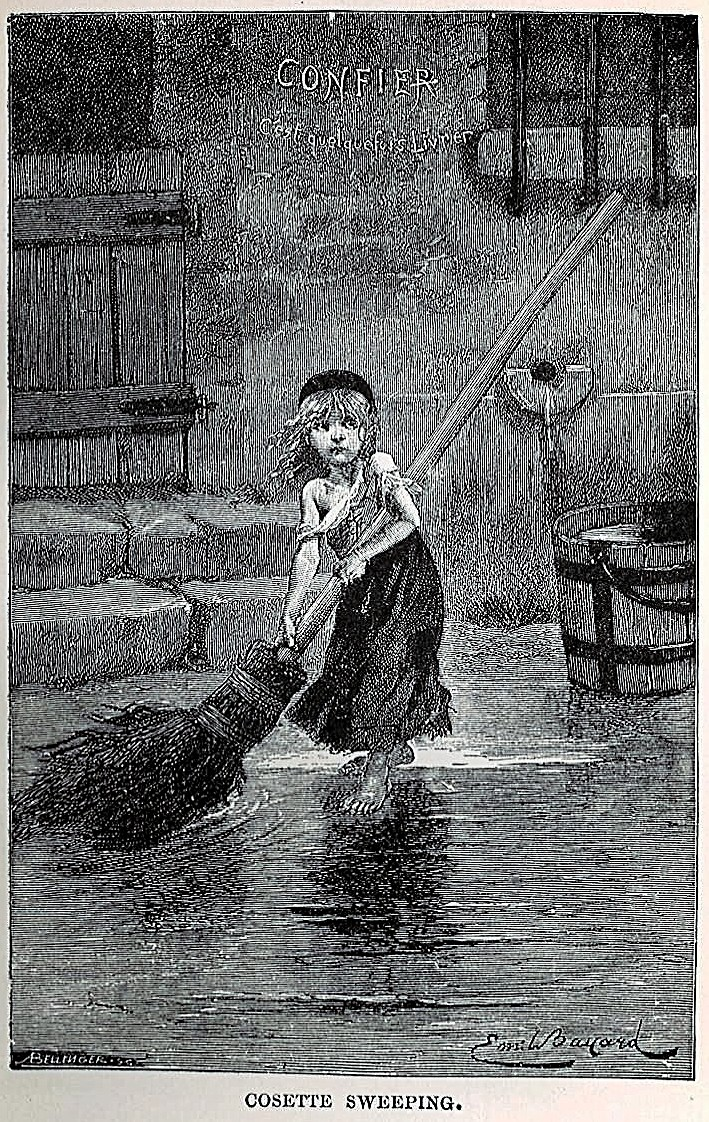
Illustrazione di Cosette per il romanzo I miserabili, di Émile Bayard

I prigionieri sono costretti ai lavori forzati ("Overture/Work Song"). Jean Valjean, prigioniero 24601, sta scontando una pena di 19 anni per aver rubato del pane per sfamare sua sorella e i suoi nipoti. Viene rilasciato sulla parola dal suo antagonista, il commissario Javert. Per legge Valjean dovrà portare un biglietto giallo che di fatto lo renderà un emarginato (“On Parole”). Incontra il vescovo di Digne che gli offre vitto e alloggio. Nonostante ciò Jean Valjean gli ruba alcuni candelieri d'argento. Arrestato di nuovo dalla polizia, viene portato dinnanzi al vescovo con l'accusa di furto ("Valjean Arrested, Valjean Forgiven"): il vescovo però convince la polizia di aver regalato lui stesso i candelieri a Valjean che, meravigliato da tanta bontà, decide di iniziare una nuova vita ("What Have I Done?").
Otto anni più tardi, Valjean ha assunto una nuova identità come Signor Madeleine, proprietario di una fabbrica e sindaco di Montreuil-sur-Mer. Una delle sue operaie, Fantine, litiga dopo essere stata presa in giro da alcuni colleghi quando scoprono che la ragazza invia denaro alla sua figlia illegittima che lavora presso una taverna ("At the End of the Day"). Il sindaco interrompe il litigio intimando di risolvere la faccenda. Le altre donne propongono di licenziarla e il capoturno lo fa dopo che Fantine rifiuta le sue avances.
Fantine disperata si rifugia nel passato quando ancora aveva dei sogni, infranti dal padre di sua figlia che l'ha abbandonata ("I Dreamed a Dream"). Disperata e senza soldi decide di vendere i suoi denti, i suoi capelli ed infine il suo corpo diventando una prostituta ("Lovely Ladies").
Durante un litigio per accaparrarsi un cliente viene arrestata da Javert ("Fantine's Arrest"). Il sindaco, informato dell'accaduto, ordina a Javert di portare Fantine all'ospedale.
Il sindaco salva un uomo, Fauchelevent, che è rimasto schiacciato sotto un carro ("The Runaway Cart"). La forza abnorme del sindaco riporta alla mente di Javert la figura di Valjean scomparso anni prima dopo aver infranto la libertà su parola. Comunque Javert conferma al sindaco che Valjean è stato arrestato di recente e sarà processato a giorni. Incapace di vedere un uomo innocente andare in prigione al posto suo, Valjean confessa alla corte che lui è il vero prigioniero nr. 24601 mostrando il tatuaggio che ha sul petto come prova ("Who Am I?").
Prima di tornare in prigione, Valjean visita Fantine ormai morente e le promette di prendersi cura di sua figlia Cosette ("Come to Me"/"Fantine's Death"). Quando Javert va ad arrestarlo, Valjean gli chiede tre giorni per rintracciare Cosette, ma Javert glieli nega rifiutandosi di credere alle sue oneste intenzioni ("The Confrontation"). Valjean tira un pugno a Javert e scappa.
Alla taverna dei Thénardier, la piccola Cosette è trattata come una serva mentre essi stravedono per la loro figlia Éponine. Cosette spera sempre in una vita migliore ("Castle on a Cloud") soprattutto quando Madame Thénardier la manda nel bosco a prendere l'acqua a sera inoltrata.
Il Signor Thénardier cerca tutti i modi (leciti o meno) per frodare i propri clienti ("Master of the House"). Valjean trova Cosette e paga i Thénardier per portarsela via ("The Bargain"/"The Thénardier Waltz of Treachery").
Passano altri nove anni e la scena si sposta a Parigi dove c'è un gran fermento perché il famoso leader Generale Lamarque che si è sempre mostrato benevolo verso i più poveri è malato e rischia di morire. Il piccolo monello Gavroche vive per strada tra scippatori e prostitute e conosce i giovani studenti Marius ed Enjolras che discutono della situazione politica ("Look Down").
Anche i Thénardiers sono a capo di una banda di ladri che cerca di rapinare Valjean che hanno riconosciuto come l'uomo che portò via Cosette ("The Robbery").

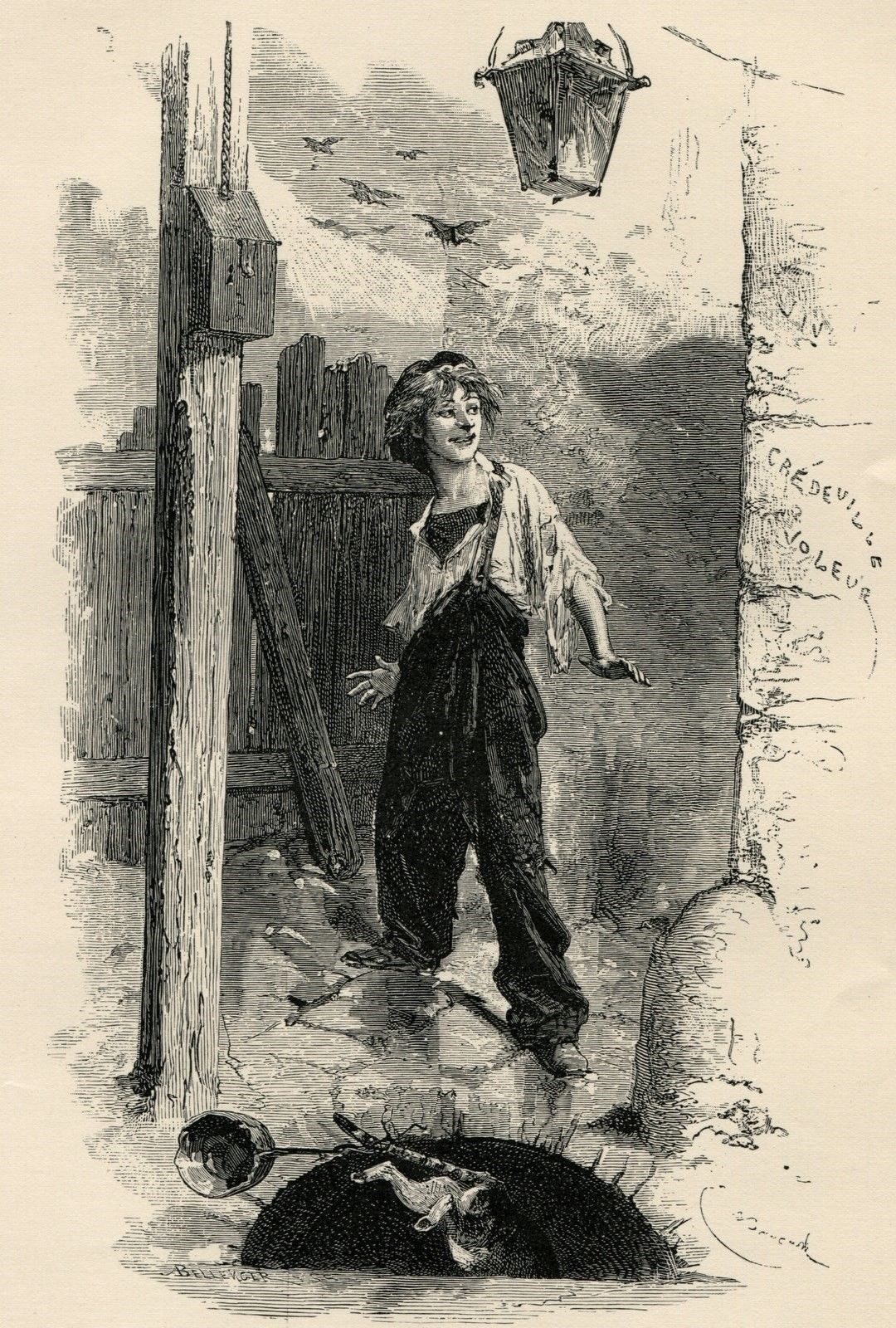
Gavroche disegnato da Emile Bayard

Mentre si preparano alla rapina, Éponine vede Marius di cui è segretamente innamorata e gli intima di allontanarsi. Mentre Marius chiede spiegazioni su quanto sta per accadere si scontra con Cosette ed entrambi s'innamorano a prima vista. I Thénardiers cercano di rapinare Valjean e Cosette che invece sono aiutati da Javert che non riconosce l'uomo ("Javert's Intervention").
Javert ammira le stelle e compara la sua caccia a Valjean all'ordine delle stelle ("Stars").
Marius chiede ad Éponine di rintracciare Cosette anche se non sa neppure il suo nome ("Éponine's Errand").
La scena si sposta al caffè ABC dove un gruppo di studenti capitanati da Enjolras si preparano alla rivolta che seguirà alla morte del generale Lamarque ("The ABC Cafe - Red and Black").
Marius arriva tardi con ancora Cosette nella testa e mentre arriva la notizia della morte di Lamarque gli studenti si mettono a marciare per le strade della città per raccogliere il supporto popolare alla loro lotta ("Do You Hear the People Sing?")
Anche Cosette pensa a Marius e Valjean si accorge che la sua piccola figlia è cresciuta ma rifiuta di parlarle del passato di sua madre ("Rue Plumet - In My Life"). Nonostante sia innamorata di lui, Éponine porta Marius da Cosette ("A Heart Full of Love") e impedisce alla gang di suo padre di rapinare la casa di Valjean ("The Attack on Rue Plumet"). Valjean, convinto che Javert tenga sotto controllo la casa, dice a Cosette di prepararsi a lasciare la città ("My God, Cosette!").
Alla vigilia della rivoluzione, Valjean si prepara ad un nuovo esilio. Cosette e Marius divisi e disperati sperano in un nuovo incontro, Éponine soffre per la perdita di Marius mentre il giovane decide di unirsi agli altri studenti per preparare la lotta; Javert pianifica di spiare gli studenti e capire i loro piani mentre i Thénardiers pensano di rubare gli oggetti ai cadaveri durante la battaglia che verrà ("One Day More").

### Atto II

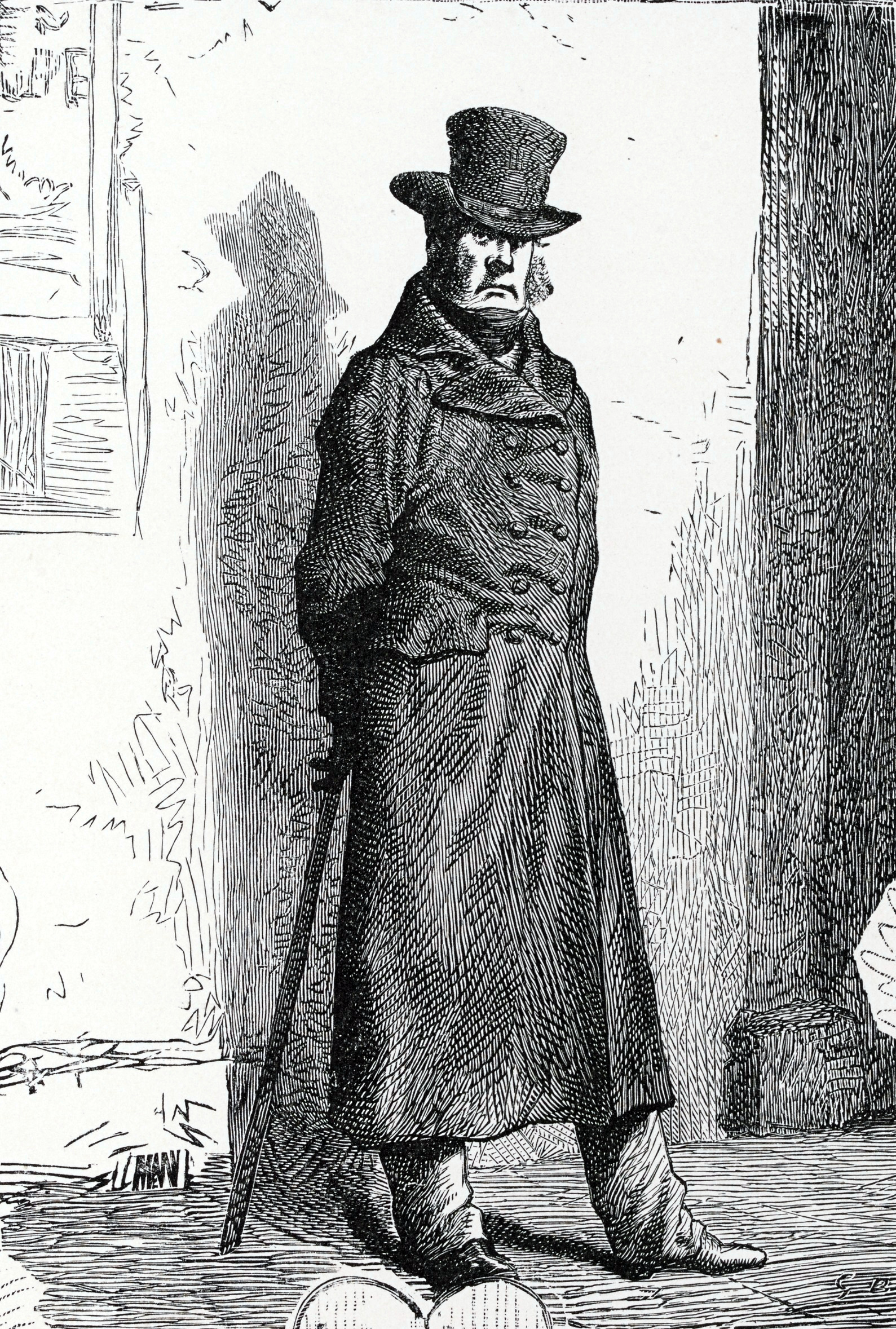
Javert disegnato da Gustave Brion

Mentre si innalzano le prime barricate ("Upon These Stones - Building the Barricade"), Javert si spaccia per un volontario per spiare i ribelli. Marius nota che Éponine è entrata a far parte dei rivoluzionari, le chiede di portare una lettera a Cosette. Valjean intercetta la lettera mentre Éponine torna sulle barricate ignorando il consiglio di Marius ("On My Own").
Gli studenti costruiscono le barricate ("Upon These Stones - At the Barricade") decisi a non arrendersi fino alla morte. Javert torna e mente agli studenti sui piani di attacco delle forze governative ("Javert's Arrival") ma viene smascherato da Gavroche ("Little People"). Éponine viene raggiunta da un proiettile mentre torna sulle barricate e muore tra le braccia di Marius ("A Little Fall of Rain"). Valjean arriva sulle barricate alla ricerca di Marius proprio quando inizia la battaglia, riuscendo a salvare Enjolras da un prioettile ("The First Attack"). Come ricompensa chiede di essere lui ad uccidere Javert ma invece di ucciderlo lo lascia libero e gli dà il suo indirizzo. Gli studenti si preparano alla notte ("Drink With Me"), mentre Valjean chiede a Dio di salvare Marius dai pericoli della lotta ("Bring Him Home").
All'alba, Enjolras si rende conto che la gente li ha abbandonati ("Dawn of Anguish"). Nonostante l'ammutinamento i ribelli combattono il secondo attacco ma Gavroche è colpito a morte ("The Second Attack/The Death of Gavroche"). L'esercito dà l'ultima possibilità di resa ma i ribelli rifiutano e tutti sono uccisi ad eccezione di Valjean e Marius ("The Final Battle").
Portandosi il giovane sulle spalle, Valjean scappa attraverso le fogne. Nel mentre i Thénardiers sono anch'essi tra le fogne per rubare oggetti preziosi dai cadaveri convinti di fare un servizio utile ("Dog Eat Dog"): Thénardier deruba Marius mentre Valjean si riposa, salvo scappare quando Valjean si sveglia. Mentre escono dalle fogne Valjean si imbatte in Javert che lo sta aspettando. Egli lo prega di concedergli un'altra ora per portare Marius da un dottore e Javert, seppure a malincuore, accetta. Appena Valjean parte, Javert si rende conto che l'uomo non è cattivo come lui aveva sempre pensato. Incapace di dare un senso alla visione che lo ha portato per anni a cercare la “giustizia” Javert si suicida gettandosi nella Senna ("Javert's Suicide").
Per le strade, molte donne piangono la morte degli studenti ("Turning"). Anche Marius piange la perdita dei suoi amici ("Empty Chairs at Empty Tables") anche se non riesce a capire chi lo ha salvato dalle barricate. Cosette consola il suo amato dicendogli che non lo lascerà mai ("Every Day") riconfermando così il loro amore ("A Heart Full of Love - Reprise"). Valjean confessa a Marius che è un evaso e gli dice di lasciare Cosette per non metterla in pericolo ("Valjean's Confession"). Valjean si fa promettere da Marius che non dirà mai a Cosette la verità su di lui.
Marius e Cosette si sposano ("Wedding Chorale"). I Thénardiers si presentano alla festa di matrimonio e dicono a Marius che Valjean è un omicida tanto che portava un cadavere per le fogne dopo l'attacco alle barricate. Quando i Thénardiers mostrano al giovane l'anello preso dal cadavere, Marius capisce che il “cadavere” era lui e che Valjean gli ha salvato la vita. Marius colpisce i Thénardiers e i neo sposi lasciano il party ("Beggars at the Feast").
Valjean sente approssimarsi la sua fine anche perché non ha altra ragione per vivere. I fantasmi di Fantine e Éponine si palesano per portare Valjean in Paradiso. Cosette e Marius lo raggiungono in tempo per ringraziarlo per tutto il bene che ha fatto loro e per aver salvato la loro vita ("Epilogue"). Valjean dà una lettera a Cosette in cui racconta la sua vita e quella di Fantine pregando la ragazza di leggerla appena sarà morto. Fantine e Éponine portano Valjean in Paradiso mentre risuonano le note di "Do You Hear the People Sing?" ("Finale").

## Personaggi
Qui di seguito sono riportati tutti i personaggi del musical in ordine di apparizione.
| Personaggio        | registro vocale           | Descrizione |
| ------------------ | ------------------------- | --- |
| Jean Valjean       | tenore                    | Ex criminale in cerca di redenzione. Sotto falso nome, diventa un fortunato imprenditore e sindaco di una città della provincia francese. Perseguitato dall'ispettore Javert, è costretto a fuggire nuovamente, portando con sé la piccola orfana Cosette, che alleva come una figlia. |
| Javert             | basso-baritono o baritono | Ispettore di polizia. Uomo probo segnato da un ideale di giustizia ferreo e inflessibile. Fa della cattura di Jean Valjean uno scopo di vita, sacrificando a questa causa ogni altra cosa.                                                                                             |
| Vescovo di Digne   | baritono                  | Buono e pio vescovo di Digne, l'unico ad accogliere Valjean rilasciato dal carcere. |
| Fantine            | mezzosoprano              | Giovane ragazza madre. Per provvedere ai bisogni della figlia Cosette, decide di affidarla ai coniugi Thénardier, cercando fortuna prima presso l'impresa di Valjean, e in seguito come prostituta. Muore di stenti nonostante l'intervento di Valjean.                                |
| Bamatabois         | baritono o tenore         | Un giovane gentiluomo che tenta di andare a letto con Fantine e che sarà poi responsabile dell'arresto della donna |
| Fauchelevent       | baritono o tenore         | Cliente della locanda dei Thénardier. |
| Cosette da bambina | voce bianca               | Figlia di Fantine, presa dai Thénardier e costretta a lavorare per loro sin dall'età di otto anni. |
| Madame Thénardier  | mezzosoprano              | La moglie priva di scrupoli del signor Thénardier |
| Éponine da bambina | ruolo non cantato         | Figlia di otto anni dei Thérnadier, molto viziata dai genitori e cattiva con Cosette |
| Thénardier         | baritono o tenore         | Locandiere ed ex soldato che alleva Cosette, trattandola alla stregua di una serva; Caduto in disgrazia assieme alla famiglia, si trasferisce a Parigi e guida una banda di criminali.                                                                                                 |
| Gavroche           | voce bianca               | monello di strada figlio dei Thénardier. Si unisce ai rivoluzionari guidati da Enjorlas. |
| Enjolras           | baritono o tenore         | leader degli studenti rivoluzionari cui si unisce Marius. Muore sulle barricate. |
| Marius Pontmercy   | tenore o baritono         | Giovane di buona famiglia, che abbandona per unirsi ad un gruppo di studenti dagli ideali liberali e repubblicani. Si innamora di Cosette |
| Éponine            | mezzosoprano              | Figlia dei Thénardier, innamorata di Marius malgrado questi ignori i suoi sentimenti. Muore al suo fianco sulle barricate. |
| Cosette            | soprano                   | figlia di Fantine. Dopo un'infanzia di angherie e maltrattamenti presso i Thénardier, viene adottata da Jean Valjean. Una volta adulta, si innamora di Marius e ne diventa la moglie.                                                                                                  |
| Amici dell'ABC     | baritoni o tenori         | Studenti rivoluzionari capeggiati da Enjloras, pronti a diventare martiri della causa rivoluzionaria ed a prendere le armi. |
| Combeferre         | baritono o tenore         | Il filosofo del gruppo dell'ABC |
| Feuilly            | baritono o tenore         | Feuilly è l'unico degli amici dell'ABC a non essere uno studente, bensì un lavoratore |
| Courfeyrac         | baritono o tenore         | Amichevole e sincero introduce Marius al gruppo dell'ABC. |
| Joly               | baritono o tenore         | Uno studente di medicina ipocondriaco, miglior amico di Lesgles. |
| Grantaire          | baritono o tenore         | è un membro del gruppo dell'ABC, oppositore di Enjloras a causa del proprio temperamento più pacifico e tranquillo. |
| Jean Prouvaire     | baritono                  | È il più giovane degli studenti del gruppo dell'ABC |
| Lesgles            | baritono o tenore         | È il “vice” di Enjloras ed il miglior amico di Joly |

## Numeri musicali

### Atto I
- Overture/Work Song - Javert, Valjean, prigionieri
- On Parole - contadino, operaio, Valjean
- Valjean Arrested/Valjean Forgiven - Vescovo, Valjean, agenti di polizia
- What Have I Done? - Valjean
- At The End of The Day - Mendicante, capofabbrica, Fantine, operaie, Valjean
- I Dreamed a Dream - Fantine
- Lovely Ladies - Marinai, vecchia, Fantine, prostitute, pappone
- Fantine's Arrest - Cliente, Fantine, Javert, Valjean
- The Runaway Cart - Valjean, Javert, vittima, popolani
- Who Am I? (The Trial)- Valjean
- Fantine's Death (Come to Me)- Fantine, Valjean
- Confrontation - Javert, Valjean
- Castle On A Cloud - giovane Cosette, Madame Thénardier
- Master Of The House - Thénardier, Madame Thénardier, clienti
- The Bargain / The Waltz of Treachery - Madame Thénardier, Thénardier, Valjean
- Look Down/The Streets - mendicanti, Gavroche, Enjolras, Marius, pappone, giovane prostituta, vecchia donna
- The Robbery/Javert's Intervention (Another Brawl) - Thénardier, Madame Thénardier, Javert, Valjean, Éponine
- Stars - Javert, Gavroche
- Éponine's Errand - Éponine, Marius
- The ABC Café / Red and Black - Enjolras, Marius, Grantaire, studenti, Gavroche
- Do You Hear the People Sing? - Enjolras, studenti, mendicanti
- In My Life - Cosette, Valjean, Marius, Éponine
- A Heart Full Of Love - Marius, Cosette, Éponine
- The Attack On Rue Plumet - Thénardier, ladri, Éponine, Marius, Valjean, Cosette
- One Day More - la compagnia

### Atto II
- At the Barricade (Upon These Stones) - Enjolras, Javert, Éponine, Marius
- The Letter- Éponine, Valjean
- On My Own - Éponine
- At the Barricade (Upon These Stones) - Enjolras, studenti, ufficiale
- Javert's Arrival - Javert, Enjolras
- Little People- Gavroche, studenti, Javert
- A Little Fall Of Rain (Éponine's Death) - Éponine, Marius
- Night of Anguish  - Enjolars, studenti, Valjean
- The First Attack - Enjolras, studenti, Valjean, Javert
- Drink With Me - studenti
- Bring Him Home - Valjean
- Dawn of Anguish - Enjolras, studenti
- The Second Attack (Death of Gavroche) - Enjolras, Marius, Valjean, Gavroche, studenti
- The Final Attack- Enjolras, studenti
- Dog Eats Dog (The Sewers) - Thénardier, Valjean, Javert
- Javert's Suicide- Javert
- Turning - donne
- Empty Chairs At Empty Tables - Marius
- Every Day (Marius and Cosette) - Marius, Cosette, Valjean
- Wedding Chorale - Marius, Cosette, ospiti
- Beggars At The Feast - Thénardier, Madame Thénardier, Marius, Cosette, ospiti
- Finale - Valjean, Fantine, Marius, Cosette, Éponine, la compagnia

## Storia degli allestimenti

### Francia, 1980
Alain Boublil ebbe l'idea di adattare I miserabili dopo aver visto una rappresentazione di Oliver! nel West End londinese, dato che il personaggio di Dodger gli ricordò il Gavroche di Victor Hugo. Insieme al compositore Claude-Michel Schönberg cominciò a stendere il libretto e la partirura. Nel 1980, dopo due anni di lavori, il duo ha fatto incidere il concept album del musical, che vendette duecentosessantamila copie. Il cast dell'album era formato da: Maurice Barrier (Jean Valjean), Jacques Mercier (Javert), Rose Laurens (Fantine), Yvan Dautin (Thénardier), Marie-France Roussel (Mme. Thénardier), Richard Dewitte (Marius), Fabienne Guyon (Cosette), Marie-France Dufour (Éponine), Michel Sardou (Enjolras), Fabrice Bernard (Gavroche), Maryse Cédolin (Cosette da bambina), Claude-Michel Schönberg (Courfeyrac), Salvatore Adamo (Combeferre), Michel Delpech (Feuilly), Dominique Tirmont (M. Gillenormand) e Mireille Hartuch (venditrice di capelli). Nel settembre dello stesso anno Robert Hossein diresse la prima del musical che debuttò al Palais des Sports di Parigi, dove lo spettacolo rimase in scena con successo per cento rappresentazioni e fu visto da cinquecentomila spettatori. La gran parte del cast dell'album tornò a ricoprire i propri ruoli, con l'eccezione dei nuovi membri Jean Vallée (Javert), Gilles Buhlmann (Marius), Christian Ratellin (Enjolras) e René-Louis Baron (Combeferre).

### Londra, 1985-2019
Colpito dall'album francese, il produttore Cameron Mackinstosh decise di proporre Les Misérables sulle scene londinesi. Herbert Kretzmer tradusse i versi di Boublil, mentre James Fenton arricchì il materiale originale espandendo la storia di Jean Valjean. Co-prodotto da Mackintosh e dalla Royal Shakespeare Company, Les Misérables debuttò al Barbican Centre di Londra per la regia di Trevor Nunn e John Caird, con le scenografie di John Napier, costumi di Andreane Noefitou e luci di David Hersey. Il cast originale comprendeva Colm Wilkinson (Jean Valjean), Roger Allam (Javert), Patti LuPone (Fantine), Susan Jane Tanner (Madame Thénardier), Alun Armstrong (Thénardier), Frances Ruffelle (Eponine), Rebecca Caine (Cosette), Michael Ball (Marius) e David Burt (Enjolras).
Il musical si rivelò un enorme successo di pubblico, anche se la reazione della critica fu più tiepida. Il 4 dicembre 1985 il musical fu trasferito nel West End londinese, in scena al Palace Theatre, prima di essere nuovamente trasferito il 3 aprile 2004, al Queen's Theatre. Il musical ha festeggiato le sue diecimile repliche il 5 gennaio 2010 e il suo trentesimo anniversario nell'ottobre 2015, portando grossi incassi a Mackinstosh e alla Royal Shakespeare Company. Nel luglio 2019 la produzione originale co-diretta da Nunn e Caird ha chiuso al Queen's Theatre, per poi ri-aprire nel dicembre dello stesso anno sempre al Queen's Theatre - rinominato Sondheim Theatre - ma con la regia, le sceneografie e i costumi disegnati nel 2010 in occasione del venticinquesimo anniversario dello show.

### Broadway, 1987-2003
Dopo otto settimane di rodaggio al Kennedy Center di Washington tra il dicembre 1986 e il febbraio 1987, Les Misérables fece il suo debutto a Broadway il 12 marzo 1987. Il successo della produzione londinese assicurò il successo della prima newyorchese, dato che ancora prima della prima rappresentazione lo show aveva recuperato quattro milioni dei quattro milioni e mezzo investiti dai produttori. Colm Wilkinson e Frances Ruffelle tornarono a interpretare i ruoli già ricoperti a Londra, questa volta accanto a Terrence Mann (Javert), Randy Graff (Fantine), Judy Kuhn (Cosette), Michael Maguire (Enjolras), Leo Burmester (Thénardier), Jennifer Butt (Madame Thénardier), Anthony Crivello (Grantaire) e David Bryant (Marius).
Il team creativo dello spettacolo apportò alcune modifiche rispetto alla produzione londinese - che le integrò poi anche nella messa in scena originale - tra cui: l'accorciamento del brano "Little People", la sostituzione di "I Saw Him Once" con "In My Life" e la riscrittura del testo di "Stars". Il musical rimase in scena al Broadway Theatre fino al 10 ottobre 1990, quando fu trasferito all'Imperial Theatre. Il musical rimase in scena per 6680 repliche, prima di chiudere il 18 maggio 2003, essendo diventati il secondo musical più longevo nella storia di Broadway.

### Broadway, 2006-2008
Tre anni dopo il termine delle repliche, Les Misérables tornò a Broadway, inizialmente come una tappa della tournée statunitense, ma rimanendo poi aperta per quasi tre anni. Ancora una volta il team creativo apportò alcune modifiche alla messa in scena, tra cui la riduzione dei musicisti richiesti dalla partitura, da ventidue a quattordici. Il cast originale del 2006 comprendeva Alexander Gemignani (Jean Valjean), Norm Lewis (Javert), Daphne Rubin-Vega (Fantine), Celia Keenan-Bolger (Eponine), Aaron Lazar (Enjolras), Adam Jacobs (Marius), Ali Ewoldt (Cosette), Gary Beach (Thénardier) e Jenny Galloway (Madame Thénardier).
Nel corso delle quattrocentottanta repliche, diverse star della produzione originale di Broadway tornarono a recitare nel musical, in ruoli diversi per motivi di età. Lea Salonga, l'Eponine del decimo anniversario, interpretò Fantine per un periodo, prima di essere stata sostituita da Judy Kuhn, la prima Cosette a Broadway. Nelle ultime settimane di repliche il ruolo di Valjean fu ricoperto da John Owen-Jones, al suo debutto a Broadway. Il 6 gennaio 2008 il musical chiuse a Broadway, dopo diciotto mesi in cartellone all'Imperial Theatre.

### Broadway, 2014-2016
Un secondo revival di Broadway fu messo in scena all'Imperial Theatre dal marzo 2014, ma questa volta i cambiamenti della produzione furono più radicali. L'allestimento portato a Broadway infatti non era più quello ideato da Nunn e Caird, ma la produzione del venticinquesimo anniversario ideata per il tour britannico del 2010 e messo in scena a Toronto nell'autunno del 2013. La regia era di Laurence Connor e James Powell, i costumi di Andreane Neofitour e le scenografie di Matt Kinley, con degli acquarelli dello stesso Hugo proiettati sullo sfondo.
Il cast comprendeva: Ramin Karimloo (Jean Valjean), Will Swenson (Javert), Caissie Levy (Fantine), Nikki M. James (Eponine), Andy Mientus (Marius), Samantha Hull (Cosette). Forte del successo del film del 2012, il musical rimase in scena per milleventisei repliche e due anni e mezzo, prima di chiudere il 4 settembre 2016 dopo aver incassato oltre cento milioni di dollari ed essere stato candidato al Tony Award al miglior revival di un musical.

### Londra, 2019
Dopo due mesi dell'edizione concertistica in scena al Guilgud Theatre del West End londinese, Les Misérables ha riaperto al Queen's Theatre (rinominato Sondheim Theatre) il 18 dicembre 2019. L'allestimento è quello del 2010 e non più la regia originale di Caird e Nunn del 1985, che per la prima volta in quasi quarant'anni non viene più rappresentata nel mondo. Il cast che ha inaugurato il revival londinese comprendeva Jon Robyns (Jean Valjean), Bradley Jaden (Javert), Gerard Carey (Thénardier), Carrie Hope Fletcher (Fantine), Shan Ako (Eponine), Josefina Gabrielle (Madame Thénardier), Ashley Gilmour (Enjolras) e Lily Kerhoas (Cosette).

### Le tournée
Negli Stati Uniti
La produzione di Caird e Nunn è stata portata in tournée tre volte negli Stati Uniti. La prima tra il 1987 e il 1991, la seconda dal 1988 al 1991 e la terz dal 1988 al 2006. La terza tournée, la più lunga, continuò ad attraversare gli Stati Uniti per diciassette anni e 7061 rappresentazioni, venendo messa in scena in 145 città e 43 stati. La terza tournée ha fatto tappe internazionali in Cina, Singapore e Canada, prima di essere portata in scena a Broadway dove continuò a replicare per altri due anni.
Nel Regno Unito e in Irlanda
La prima tournée britannica fece il suo debutto a Manchester nel 1992 e andò in scena in Scozia ed Irlanda prima di chiudere nel 1993 ad Edimburgo. Nel 1997 una seconta tournée attraverso il Regno Unito e l'Irlanda, debuttando a Birmingham e terminando le repliche a Manchaster nel 2000. Un nuovo allestimento della produzione del 2010 è stato portato in tournée dal novembre 2018 al gennaio 2020 con Killian Donnelly (Jean Valjean) e Katie Hall (Fantine).
Il venticinquesimo anniversario
Per festeggiare il venticinquesimo anniversario del musical Cameron Mackintosh ha prodotto una nuova tournée di Les Misérables, completamente rivisitata e re-ideata da un team creativo differente. La nuova produzione, che non si avvaleva della regia di Nunn e Caird, né di scene e costumi originali, debuttò al Wales Millennium Centre di Cardiff nel 2009 e fu portato in scena nel Regno Unito, a Parigi e al Barbican Center a Londra per celebrare il venticinquesimo anniversario dello spettacolo. Il cast annoverava John Owen-Jones (Jean Valjean), Earl Carpenter (Enjolras), Jon Robyns (Enjolras) e Gareth Gates (Marius).
La produzione del venticinquesimo anniversario è stata portata in tournée anche negli Stati Uniti a partire dall'autunno 2010. La produzione fu portata in scena con successo nel Paese per tre anni, incassandro oltre un milioni di dollari alla settimana. La produzione del venticinquesimo è stata portata in scena in Asia in occasione del trentesimo anniversario del musical, venendo proposto in Australia, a Manila, Singapore e Dubai tra il 2015 e il 2016.

### Nel mondo
Les Misérables è stato messo in scena in quarantadue Paesi e tradosso in ventun lingue, tra cui una nuova traduzione francese, quella inglese, due tedesche, cinque spagnole, giapponese, ebraico, ungherese, norvegese, polacco, svedese, olanda, danese, finlandese, portoghese, estone, creolo, catalano e coreano. La prima produzione non anglofona dopo il trionfo britannico e americano è avvenuta ad Oslo nel 1988, rimanendo in scena per sei mesi al Dt Norske Teatret da marzo a settembre; si calcola che il 10% della popolazione norvegese abbia visto il musical nel 1988. Guri Schanke interpretava Eponine.

#### Italia
In Italia è stata prodotta una versione School Edition al Teatro Comunale di Bologna, con scenografie riadattate alle dimensioni più elevate rispetto al palco londinese.
La produzione è stata curata dall'accademia professionale The Bernstein School of Musical Theatre, con sede nella stessa città, durante la stagione estiva (2011-2012) delle rappresentazioni del Summer Musical Festival. È stato sostenuto per quattro serate consecutive riscontrando un successo clamoroso tanto che si richiese la replica l'anno successivo.
Lo spettacolo è stato candidato a nove categorie differenti e ha vinto sette premi dal Broadwayworld Regional Award, l'anno seguente.

### In concerto

#### Il decimo anniversario
L'8 ottobre 1995 il musical ha celebrato il suo decimo anniversario di repliche londinesi con un concerto alla Royal Albert Hall. Il cast, personalmente selezionato da Cameron Mackintosh, comprendeva storici membri del musical nei suoi primi anni di vita: Colm Wilkinson (Valjean), Philip Quast (Javert), Lea Salonga (Eponine), Ruthie Henshall (Fantine), Jenny Galloway (Madame Thénardier), Alun Armstrong (Thénardier), Michael Maguire (Enjolras), Michael Ball (Marius), Judy Kuhn (Cosette), Anthony Crivello (Grantaire). La partitura fu eseguita dalla Royal Philharmonic Orchestra diretta dal maestro David Charles Abell.

#### Il venticinquesimo anniversario
Due speciali rappresentazioni sono state messe in scena all'O2 Arena di Londra per festeggiare il venticinquesimo del musical in un allestimento replicato due volte il 3 ottobre 2010. Laurence Connor e James Powell, già registi del tour del venticinquesimo anniversario, curavano la regia e il cast comprendeva Alfie Boe (Valjean), Norm Lewis (Javert), Lea Salonga (Fantine), Nick Jonas (Marius), Jenny Galloway (Madame Thénardier), Matt Lucas (Thénardier), Earl Carpenter (vescovo), Katie Hall (Cosette) e Samantha Barks (Eponine). L'orchestra fu ancora una volta condotta da David Charles Abell.

#### Il concerto "all Star"
Dal 10 agosto al 30 novembre 2019 un adattamento concertistico e semiscenico è andato in scena al Gielgud Theatre del West End londinese tra la chiusura della produzione originale e l'apertura di quella nuova nel dicembre dello stesso anno. Con un cast e orchestra di oltre sessantacinque membri, il concerto è rimasto in scena per sedici settimane con un cast che comprendeva Michael Ball (Javert), Carrie Hope Fletcher (Fantine), Matt Lucas (Thénardier), Katy Secombe (Madame), Shan Ako (Eponine) Earl Carpenter (Bamatabois) e Simon Bowman (vescovo); nel ruolo di Jean Valjean si alternavano Alfie Boe e John Owen Jones.
Il concerto è stato riproposto con lo stesso cast per otto settimane tra il dicembre 2020 e il gennaio 2021; la regia è stata parzialmente rivisitata affinché il cast e l'orchestra sul palco (così come il pubblico in platea) potesse osservare il distanziamento sociale previsto per contrastare la diffusione del COVID-19. L'edizione concertistica è tornata al Gielgud Theatre nell'estate del 2021, con un cast composto da Jon Robyns (Jean Valjean), Bradley Jaden (Javert), Lucie Jones (Fantine), Shan Ako (Eponine), Earl Carpenter (Vescovo), Jamie Muscato (Enjolras) e Josefina Gabrielle (Madame Thénardier).

## Cast
| Personaggio       | Cast originale francese, 1980                 | Cast originale di Londra, 1985        | Cast originale di Broadway, 1987 | Decimo anniversario (1995) | Primo revival di Broadway, 2006           | Venticinquesimo anniversario (2010) | Cast attuale di Londra (2018)           | Secondo revival di Broadway, 2014 |
| ----------------- | --------------------------------------------- | ------------------------------------- | -------------------------------- | -------------------------- | ----------------------------------------- | ----------------------------------- | --------------------------------------- | --------------------------------- |
| Jean Valjean      | Maurice Barrier                               | Colm Wilkinson                        | Colm Wilkinson                   | Colm Wilkinson             | Alexander Gemignani                       | Alfie Boe                           | Killian Donnelly                        | Ramin Karimloo                    |
| Javert            | Jean Vallée                                   | Roger Allam                           | Terrence Mann                    | Philip Quast               | Norm Lewis                                | Norm Lewis                          | David Thaxton                           | Will Swenson                      |
| Fantine           | Rose Laurens                                  | Patti LuPone                          | Randy Graff                      | Ruthie Henshall            | Daphne Rubin-Vega                         | Lea Salonga                         | Carley Stenson                          | Caissie Levy                      |
| Éponine           | Marianne Mille                                | Frances Ruffelle                      | Frances Ruffelle                 | Lea Salonga                | Celia Keenan-Bolger                       | Samantha Barks                      | Karis Jack                              | Nikki M. James                    |
| Thénardier        | Yvan Dautin                                   | Alun Armstrong                        | Leo Burmester                    | Alun Armstrong             | Gary Beach                                | Matt Lucas                          | Steven Meo                              | Cliff Saunders                    |
| Madame Thénardier | Marie-France Roussel                          | Susan Jane Tanner                     | Jennifer Butt                    | Jenny Galloway             | Jenny Galloway                            | Jenny Galloway                      | JacquelineTate                          | Keala Settle                      |
| Marius            | Gilles Buhlmann                               | Michael Ball                          | David Bryant                     | Michael Ball               | Adam Jacobs                               | Nick Jonas                          | Paul Wilkins                            | Andy Mientus                      |
| Cosette           | Fabienne Guyon                                | Rebecca Caine                         | Judy Kuhn                        | Judy Kuhn                  | Ali Ewoldt                                | Katie Hall                          | Charlotte Kennedy                       | Samantha Hill                     |
| Enjolras          | Christian Ratellin                            | David Burt                            | Michael Maguire                  | Michael Maguire            | Aaron Lazar                               | Ramin Karimloo                      | Hyoie O'Grady                           | Kyle Scatliffe                    |
| Gavroche          | Florence Davis Cyrille Dupont Fabrice Ploquin | Ian Tucker Oliver Spencer Liza Hayden | Braden Danner RD Robb            | Adam Searles               | Brian D'Addario Jacob Levine Austin Myers | Robert Madge                        | Ben Perkins Charlie Stripp Felix Warren | Joshua Colley Gaten Matarazzo     |

### Cronologia
| Anno | West End | Broadway |
| ---- | --- | --- |
| 1985 | - Jean Valjean: Colm Wilkinson - Javert: Roger Allam - Fantine: Patti LuPone - Marius: Michael Ball                                                                                  | - |
| 1986 | - Jean Valjean: Colm Wilkinson - Javert: Roger Allam - Fantine: Jackie Marks - Marius: Michael Ball / Simon Bowman                                                                   | |
| 1987 | - Jean Valjean: Dave Willetts / Craig Pinter - Javert: Clive Carter - Fantine: Kathleen Rowe McAllen - Marius: Simon Bowman /Graham Bickley                                          | - Jean Valjean: Colm Wilkinson - Javert: Terrence Mann - Fantine: Randy Graff - Marius: David Bryant                                                                   |
| 1988 | - Jean Valjean: Craig Pinter / Peter Karrie - Javert: Don Gallagher - Fantine: Rebecca Storm - Marius : Graham Bickley/Martin Smith                                                  | - Jean Valjean: Gary Morris / Timothy Shew - Javert: Anthony Crivello - Fantine: Maureen Moore - Marius: Ray Walker                                                    |
| 1989 | - Jean Valjean: Peter Karrie - Javert: David Burt / Philip Quast - Fantine : Rebecca Storm - Marius: Mario Frangoulis                                                                | - Jean Valjean: William Solo - Javert: Norman Large - Fantine: Susan Dawn Carson - Marius: Hugh Panaro                                                                 |
| 1990 | - Jean Valjean: Peter Karrie / Stig Rossen - Javert: David Burt - Fantine: Siobhán McCarthy - Marius: Stifyn Parris                                                                  | - Jean Valjean: Craig Shulman - Javert: Herdon Lackey - Fantine: Laurie Beechman / Christy Baron - Marius: Hugh Panaro                                                 |
| 1991 | - Jean Valjean : Stig Rossen - Javert: Paul Leonard / David Burt - Fantine: Jenna Russell - Marius: Stifyn Parris                                                                    | - Jean Valjean: J. Mark McVey - Javert: Peter Samuel / Robert DuSold - Fantine: Susan Dawn Carson - Marius: Matthew Poretta                                            |
| 1992 | - Jean Valjean : Stig Rossen / Peter Karrie / Dave Willetts - Javert: Clive Carter - Fantine: Ruthie Henshall - Marius: Darryl Knok                                                  | - Jean Valjean: Mark McKerracher - Javert: Richard Kinsey - Fantine: Susan Dawn Carson - Marius: Eric Kunze                                                            |
| 1993 | - Jean Valjean: J. Mark McVey / Mark McKerracher - Javert: Andrew C. Wadsworth - Fantine: Claire Moore / Linsday Denvers - Marius: Darryl Knok / Tony Rouse                          | - Jean Valjean: J. Mark McVey / Craig Shulman / Donn Cock - Javert: Robert Cuccioli / Richard Kinsey - Fantine: Donna Kane / Rachel York - Marius: Craig Rubano        |
| 1994 | - Jean Valjean: Phil Cavil - Javert: Michael McCarthy / James Staddon - Fantine: Linsday Denvers - Marius: Alistair Robins                                                           | - Jean Valjean: Donn Cock - Javert: Merwin Foard - Fantine: Paige O’Hara - Marius: Craig Rubano                                                                        |
| 1995 | - Jean Valjean: Phil Cavil - Javert: Michael McCarthy - Fantine: Linsday Denvers - Marius: Matthew Cammelle                                                                          | - Jean Valjean: Donn Cock - Javert: Merwin Foard - Fantine: Paige O’Hara/Florence Lacey - Marius: Tom Donoghue                                                         |
| 1996 | - Jean Valjean: Phil Cavil / Peter Karrie - Javert: Michael McCarthy - Fantine: Linsday Denvers / Grania Renihan - Marius: Matthew Cammelle                                          | - Jean Valjean: Craig Shulman / Rob Evan - Javert: Christopher Innvar - Fantine: Florence Lacey/Melba Moore - Marius: Ricky Martin                                     |
| 1997 | - Jean Valjean: Robert Marrien / Jeff Leyton - Javert: Hardy Rudolz / Michael McCarthy - Fantine: Grania Renihan - Marius: Mario Frangoulis                                          | - Jean Valjean: Rob Evan / Robert Marien / Ivan Rutherford - Javert: Christopher Innvar - Fantine: Lisa Capps - Marius: Peter Lockyer                                  |
| 1998 | - Jean Valjean : Stig Rossen - Javert : Ethan Freeman - Fantine: Silvie Paladino - Marius: Graham Mackay Bruce                                                                       | - Jean Valjean: Robert Marien / Craig Shulman - Javert: Robert Gallagher - Fantine: Alice Ripley - Marius: Peter Lockyer                                               |
| 1999 | - Jean Valjean: John Owen-Jones - Javert: Tim Morgan - Fantine: Silvie Paladino - Marius: Tom Lucas                                                                                  | - Jean Valjean: Timothy Shew - Javert: Gregg Edelman - Fantine: Susan Gilmour - Marius: Rich Affannato                                                                 |
| 2000 | - Jean Valjean: Simon Bowman / Hans Peter Jenssens - Javert: Hal Fowler - Fantine: Gunilla Backman - Marius: Tom Lucas                                                               | - Jean Valjean: J. Mark McVey - Javert: Shuler Hensley - Fantine: Jane Bodle - Marius: Peter Lockyer                                                                   |
| 2001 | - Jean Valjean : Hans Peter Janssens - Javert: Michael McCarthy / Peter Corry - Fantine: Grania Renihan - Marius: Niklas Andersson                                                   | - Jean Valjean: Ivan Rutherford - Javert: Philip Hernandez - Fantine: Jane Bodle - Marius: Kevin Kerne                                                                 |
| 2002 | - Jean Valjean: Mike Sterling - Javert: Michael McCarthy / Jérôme Pradon - Fantine: Carmen Cusack - Marius: Hadley Fraser                                                            | - Jean Valjean: J. Mark McVey - Javert: David Masenheimer - Fantine: Lauren Kennedy - Marius: Kevin Kern                                                               |
| 2003 | - Jean Valjean : Hans Peter Janssens / Jeff Leyton - Javert: Michael McCarthy - Fantine: Joanna Ampil - Marius: Hadley Fraser                                                        | - Jean Valjean: Randal Keith - Javert: Terrence Mann/Michael McCarthy - Fantine: Jayne Paterson - Marius: Peter Lockyer                                                |
| 2004 | - Jean Valjean: Sean Kingsley - Javert: Michael McCarthy - Fantine: Joanna Ampil - Marius: Jon Lee                                                                                   | - |
| 2005 | - Jean Valjean: John Owen-Jones - Javert: Michael McCarthy - Fantine: Joanna Ampil / Kerry Ellis - Marius: Hayden Tee                                                                | - |
| 2006 | - Jean Valjean: John Owen-Jones - Javert : Hans Peter Janssens / Cornell John - Fantine: Kerry Ellis - Marius: Jon Lee                                                               | - Jean Valjean: Alexander Gemignani - Javert: Norm Lewis - Fantine: Daphne Rubin-Vega - Marius: Adam Jacobs                                                            |
| 2007 | - Jean Valjean: John Owen-Jones - Javert : Hans Peter Janssens - Fantine: Joanna Ampil - Marius: Gary Watson                                                                         | - Jean Valjean: Alexander Gemignani - Javert: Drew Sarich / Rob Hunt - Fantine: Lea Salonga / Judy Kuhn - Marius: Adam Jacobs                                          |
| 2008 | - Jean Valjean: Drew Sarich / David Shannon - Javert: Earl Carpenter / Hans Peter Janssens - Fantine: Joanna Ampil - Marius: Gary Watson / Jon Robyns                                | - Jean Valjean: Drew Sarich / John Owen-Jones - Javert: Rob Hunt - Fantine: Judy Kuhn - Marius: Adam Jacobs                                                            |
| 2009 | - Jean Valjean: David Shannon - Javert: Earl Carpenter / Hans Peter Janssens - Fantine: Allyson Brown - Marius: Alistair Brammer                                                     | - |
| 2010 | - Jean Valjean: Simon Bowman - Javert: Earl Carpenter / Norm Lewis - Fantine: Rebecca Seale - Marius: Nick Jonas / Gareth Gates                                                      | - |
| 2011 | - Jean Valjean: Simon Bowman / Alfie Boe / Ramin Karimloo - Javert: Norm Lewis / Hadley Fraser - Fantine: Rebecca Seale / Caroline Sheen - Marius: Alistair Brammer / Gareth Gates   | - |
| 2012 | - Jean Valjean: Ramin Karimloo / David Shannon / Geronimo Rauch - Javert: Hadley Fraser / Tam Mutu - Fantine: Caroline Sheen / Sierra Boggess - Marius: Craig Mather                 | - |
| 2013 | - Jean Valjean : Geronimo Rauch / Daniel Koek - Javert: Tam Mutu - Fantine: Sierra Boggess / Celinde Schoenmaker / Na-Young Jeon - Marius: Craig Mather / Jamie Ward / Rob Houchen   | - |
| 2014 | - Jean Valjean: Daniel Koek / Peter Lockyer - Javert: Tam Mutu / David Thaxton - Fantine: Na-Young Jeon / Celinde Schoenmaker - Marius: Rob Houchen                                  | - Jean Valjean: Ramin Karimloo - Javert: Will Swenson - Fantine: Caissie Levy - Marius: Andy Mientus                                                                   |
| 2015 | - Jean Valjean: Peter Lockyer - Javert: David Thaxton / Jeremy Secomb - Fantine: Celinde Schoenmaker / Rachelle Ann Go - Marius: Rob Houchen                                         | - Jean Valjean: Ramin Karimloo / Alfie Boe - Javert: Will Swenson / Earl Carpenter - Fantine: Caissie Levy / Erica Henningsen - Marius: Andy Mientus / Chris McCarrell |
| 2016 | - Jean Valjean: Peter Lockyer / Simon Gleeson - Javert: Jeremy Secomb - Fantine: Rachelle Ann Go / Patrice Tipoki / Lucy O'Byrne - Marius: Rob Houchen / Craig Mather / Paul Wilkins | - Jean Valjean: Alfie Boe / John Owen-Jones - Javert: Adam Monley/Hayden Tee - Fantine: Montego Glover - Marius: Chris McCarrell                                       |
| 2017 | - Jean Valjean: Simon Gleeson/Killian Donnelly - Javert: Jeremy Secomb/Hayden Tee - Fantine: Lucy O'Byrne/Carly Stenson - Marius: Paul Wilkins                                       | |
| 2018 | - Jean Valjean: Killian Donelly/Dean Chisnall - Javert: Jeremy Secomb/Hayden Tee/David Thaxton/Bradley Jaden - Fantine: Carly Stenson - Marius: Paul Wilkins/Toby Miles              | |
| 2019 | - Jean Valjean: Dean Chisnall/Jon Robyns - Javert: Bradley Jaden - Fantine: Carly Stenson/Carrie Hope Fletcher - Marius: Toby Miles                                                  | |
| 2020 | - Jean Valjean: Jon Robyns - Javert: Bradley Jaden - Fantine: Rachelle Ann Go - Marius: Harry Apps                                                                                   | |

## Incisioni discografiche
- Les Misérables Concept-Album (1980). Interpreti: Rose Laurens, Maurice Barrier, Jacques Mercier, Maryse Cédolin, Marie-France Roussel, Yvan Dautin, Fabrice Bernard, Richard Dewitte, Marie, Michel Sardou, Fabienne Guyon, Claude-Michel Schönberg, Salvatore Adamo, Michel Delpech, Dominique Tirmont, Mireille Hartuch.
- Original London Cast (1985). Interpreti: Colm Wilkinson, Roger Allam, Patti LuPone, Michael Ball, Frances Ruffelle, Rebecca Caine, Alun Armstrong.
- Broadway Cast (1987). Interpreti: Colm Wilkinson, Terrence Mann, Randy Graff, David Bryant, Frances Ruffelle, Judy Kuhn, Michael Maguire.
- Complete Symphonic Recording (1988). Interpreti: Gary Morris, Philip Quast, Debra Byrne, Michael Ball, Kaho Shimada, Tracy Shayne, Anthony Warlow, Barry James.
- 10th Anniversary Concert (Les Misérables: The Dream Cast in Concert) (1995). Interpreti: Colm Wilkinson, Philip Quast, Ruthie Henshall, Michael Ball, Lea Salonga, Judy Kuhn, Michael Maguire, Jenny Galloway, Alun Armstrong e Anthony Crivello. Registrato dal vivo alla Royal Albert Hall. Esiste anche la versione in DVD.
- Tour Album (2010). Interpreti: John Owen-Jones, Earl Carpenter, Gareth Gates e Madelena Alberto. Registrato live a Manchester.
- 25th Anniversary Concert (2010). Interpreti: Alfie Boe, Norm Lewis, Lea Salonga, Nick Jonas, Katie Hall, Jenny Galloway, Ramin Karimloo, Samatha Barks, Matt Lucas, Mia Jenkins, Hadley Fraser e Robert Madge. Registrato dal vivo alla O2 Arena. Esiste anche la versione in DVD.
- Les Misérables: Highlights From The Motion Picture Soundtrack (2012). Cameron Mackintosh Ltd, Polydor Group, Universal Music Operations Limited.

## Riconoscimenti
Olivier Award 1985
- Miglior nuovo musical (Nominato)
- Miglior attore in un musical – Colm Wilkinson (Nominato)
- Miglior attore in un musical – Alun Armstrong (Nominato)
- Laurence Olivier Award alla migliore attrice in un musical - Patti LuPone (vincitrice)

Tony Awards 1987
- Migliore Musical (Vinto)
- Miglior colonna sonora originale (Vinto)
- Tony Award al miglior libretto di un musical(Vinto)
- Miglior attore in un musical – Colm Wilkinson (Nominato)
- Miglior attore in un musical – Terrence Mann (Nominato)
- Migliore Attore non protagonista in un Musical - Michael Maguire (Vinto)
- Miglior attrice non protagonista – Judy Kuhn (Nominata)
- Miglior attrice non protagonista – Frances Ruffelle (Vinto)
- Migliore Regia di un Musical – Trevor Nunn e John Caird (Vinto)
- Migliore Scenografia (Vinto)
- Migliori costumi (Nominato)
- Migliore Lighting Design (Vinto)

John Kraaijkamp Musical Award 2008
- Miglior attore protagonista in un musical - Wim van den Driessche (Nominato)
- Miglior attore protagonista in un musical - René van Kooten (Vinto)
- Miglior attrice non protagonista in un musical - Marjolein Algera (Nominato)
- Miglior attore non protagonista in un musical - Jamai Loman
- Premio per il miglior nuovo talento - Freek Bartels (Vinto)
- Migliore Lighting Design – David Hersey and Richard Pacholski (Vinto)
- Miglior libretto – Alain Boublil e Jean-Marc Natel (Nominato)

 London LifeStyle Award 2010 
- Evento teatrale dell'anno (Nominato)

Musical Theater Award, Spagna 2010
- Miglior musical
- Miglior attore protagonista in un musical - Gerónimo Rauch (Nominato)
- Miglior attrice non protagonista in un musical - Eva Diago (Nominato)
- Miglior attrice non protagonista in un musical - Talía del Val (Nominato)
- Miglior scenografia – Matt Kinley
- Miglior regia – Alfonso Casado
- Migliore Lighting Design – Paule Constable (Nominato)
- Migliori costumi – Andreane Neofitu e Christine Rowland (Nominato)
- Miglior trucco - Campbell Young (Nominato)

Olivier Award 2012
- Audience Award for Most Popular Show (VINTO)

## Adattamento cinematografico
Si parla di una trasposizione cinematografica del musical sin dagli anni '80, quando già si pensava di affidare la regia del film ad Alan Parker.
Nel 1992, Cameron Mackintosh ha annunciato che sarebbe stato realizzato un film con la regia di Bruce Beresford e co-prodotto dalla Tri-Star Pictures, ma il progetto fu abbandonato poco dopo.
Dopo l'uscita in DVD e Blu-Ray del concerto del venticinquesimo anniversario del musical, è stata annunciata una trasposizione cinematografica dello spettacolo, con la sceneggiatura di William Nicholson e prodotto da Cameron Mackintosh, il quale aveva già confermato che alcune scelte di tipo tecnico-amministrativo erano ancora in corso.
Nel marzo 2011 Tom Hooper cominciò a contrattare per la direzione del film con sceneggiatura di William Nicholson, e a giugno fu annunciata l'uscita del film nel 2012. Lo stesso mese, Jackman cominciò le contrattazioni per interpretare Valjean, mentre Paul Bettany fece lo stesso per il ruolo di Javert. Altri attori i cui nomi sono apparsi legati alla lavorazione di questo film furono Anne Hathaway, Helena Bonham Carter e Geoffrey Rush.
Il 9 settembre 2011 è stato confermato che Hugh Jackman per ricoprire la parte di Valjean, mentre Russell Crowe ottenne il ruolo di Javert. Il 17 ottobre è stata confermata la presenza della Hathaway.
Il 1º novembre 2011 fu confermato che Eddie Redmayne interpreterà Marius Pontmercy. Tra le attrici conseiderate per il ruolo di Eponine, Lea Michele, Taylor Swift, Scarlett Johansson e Evan Rachel Wood, fu scelta Samantha Barks, l'attrice che aveva già interpretato questo ruolo nel 25º anniversario. Amanda Seyfried è Cosette. Le riprese cominciarono agli inizi del 2012 e il film è stato distribuito il 7 dicembre 2012.